# A mostohaapa (film, 2009)
A mostohaapa (eredeti cím: The Stepfather) 2009-ben bemutatott amerikai horror-thriller, az 1987-es azonos című film feldolgozása. A film rendezője Nelson McCormick, a főbb szerepekben Penn Badgley, Dylan Walsh és Sela Ward látható.

## Cselekmény
A film nyitójelenetében Grady Edwards (Dylan Walsh) a fürdőszobában átalakítja magát. Leborotválja a szakállát, befesti a haját és kiveszi a barna kontaktlencsét. Lemegy a földszintre a csomagjaiért, majd mogyoróvajas pirítós és kávé mellett rendet tesz. Ahogy elhagyja a házat, a kamera megmutatja a felesége és három gyereke holttestét.
Susan Harding (Sela Ward) az élelmiszerboltban vásárol a kisebbik gyerekeivel, ahol találkozik Gradyvel. Úgy mutatja be magát, mint David Harris, aki elvesztette a feleségét és a lányát egy autóbalesetben. Első látástól fogva elvarázsolja Grady megjelenése, és rá hat hónapra jegyben járnak. Susan legidősebb fia, Michael (Penn Badgley) hazaérkezik a katonai iskolából. David próbál barátkozni Michaellel, de neki furcsa a férfi viselkedése. Hogy négyszemközt legyenek, David lehívja őt a pincébe, ahol beszélgetnek és tequilát isznak.
Michael gyanakodni kezd, amikor David rossz nevet említ meg, elhunyt lányáról. Susan elmondja, hogy az egyik idős szomszéd figyelmeztette arról, hogy az Amerika legkeresettebb személyei között az oldalon, látott egy képet, aki úgy néz ki mint David. Ekkor David átmegy a hölgy házába, és lelöki a pince lépcsőjén, melytől kitöri a nyakát.
Susan exférje, Jay dühösen szembesül Davidel, amiért kezet emelet a kisebbik fiára, Sonra, miután videójáték közben nem vette le a hangerőt.
Susan bemenekül a fürdőszobába és magára zárja az ajtót, de David betöri, amitől a tükör leesik. Susan felvesz egy üvegszilánkot és maga mögött tartja. David egy késsel közelíti meg, de Susannak sikerül nyakon szúrnia, amelytől feltételezhetően meghalt. Michael kiszabadul a pincéből és megtalálja Kellyt eszméletlenül. Rátalálnak Susanra az emeleti folyosón, és együtt azt vélik, hogy David meghalt. De ez közel sem így van, mivel hátulról közelíti meg őket, és mindenkit felüldöz a padlásra, ahol ő és Michael harcolnak egymással. Végül az esőn lyukadnak ki a ház tetején, és mindketten leesnek a földre.
Michael amint felébred, megtudja, hogy több mint egy hónapig kómában volt. Elmondják neki, hogy David még mindig életben van. Elmenekült a helyszínről, mielőtt még a rendőrség megérkezett. A végső jelenetben láthatjuk Davidet, aki ismét megváltoztatta a nevét, ezúttal Chris Ames-ra. Most jelenleg egy bevásárlóközpontban dolgozik, ahol találkozik egy nővel (Jessalyn Gilsig), aki két fiával vásárol.

## Szereplők
| Színész           | Szerep                                    | Magyar hangja  |
| ----------------- | ----------------------------------------- | -------------- |
| Dylan Walsh       | Grady Edwards / David Harris / Chris Ames | Csőre Gábor    |
| Penn Badgley      | Michael Harding                           | Hamvas Dániel  |
| Sela Ward         | Susan Kerns Harding                       | Bertalan Ágnes |
| Amber Heard       | Kelly Porter                              | Pálmai Anna    |
| Jon Tenney        | Jay Harding                               | Rajkai Zoltán  |
| Braeden Lemasters | Sean Harding                              | Bogdán Gergő   |
| Skyler Samuels    | Beth Harding                              | Csifó Dorina   |
| Paige Turco       | Jackie Kerns, Susan nővére                | Peller Mariann |
| Deirdre Lovejoy   | Tylar nyomozó                             |                |
| Marcuis Harris    | Shay nyomozó                              |                |